# Six Flags Great Escape Theme Park & Lodge
Pour les articles homonymes, voir The Great Escape et Splashwater Kingdom (homonymie).
Cet article concerne le parc d'attractions et parc aquatique Six Flags à Queensbury. Pour le parc aquatique, ancien parc Six Flags, situé dans le Kentucky, voir Splashwater Kingdom.
Six Flags Great Escape Theme Park & Lodge est un parc d'attractions et un parc aquatique situé à Queensbury, dans l'État de New York, aux États-Unis. Il appartient au groupe Six Flags.

## Histoire

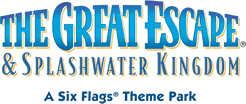
Logo Great Escape utilisé jusqu'en 2012

Great Escape ouvre en 1954 sous le nom Storytown USA. Il est alors un petit parc sur le thème des Contes de ma mère l'Oye dirigé par l'homme d'affaires Charles Wood qui achète le terrain avec sa femme pour 75 000 dollars à l'époque. En 1957, le parc décide d'étendre son thème trop enfantin et ouvre une nouvelle section thématique nommée Ghosttown.
En 1983, le parc change officiellement son nom pour devenir The Great Escape.
En 1984, The Great Escape ouvre. Steamin' Demon est son premier parcours de montagnes russes. La pièce principale du parc reste cependant Comet ouvert à Great Escape en 1994. L'attraction ouvre 41 ans plus tôt à Crystal Beach en Ontario et est récupérée peu après la fermeture du parc en 1988. Charley Wood, le propriétaire du parc et de Fantasy Island à Grand Island le stocke durant plusieurs années à Fantasy Island avant de le remonter à Great Escape.
En 1996, le parc est racheté par Premier Parks, qui devient plus tard Six Flags.
En 2006, le domaine s'agrandit avec l'ouverture de Great Escape Lodge and White Water Bay, un hôtel avec parc aquatique intérieur.

## Le parc d'attractions
Le parc est divisé en plusieurs zones thématiques :
- Fest Area
- Jungleland (détruit en 2005) cette zone comportait un chemin à travers une jungle avec des animatroniques le long du trajet. Remplacé par Looney tunes National Park (timertown) en 2005.
- Ghosttown - Village fantôme western
- International Village and Storytown - La partie du parc qui ressemble le plus au Storytown USA d'origine
- TimberTown (précédemment Lonney tunes national park) - Zone destinée aux enfants avec des personnages typiques des Adirondacks
- North Woods Picnic Grove - Aire de pique-nique
- Splashwater Kingdom - Parc aquatique
- Kidzopolis (précédemment The wiggles world) - Zone destinée aux enfants avec trois petits manèges et un spectacle horaire.

### Les montagnes russes

#### En fonction
| Nom                  | Type                     | Constructeur      | Année |
| -------------------- | ------------------------ | ----------------- | ----- |
| Bobcat               | Montagnes russes en bois | The Gravity Group | 2024  |
| Canyon Blaster       | Train de la mine         | Arrow Dynamics    | 2003  |
| Comet                | Montagnes russes en bois | PTCI              | 1994  |
| Flashback            | Montagnes russes navette | Vekoma            | 1997  |
| Frankie's Mine Train | Montagnes russes junior  | Zamperla          | 2005  |
| Steamin' Demon       | Montagnes russes         | Arrow Dynamics    | 1984  |

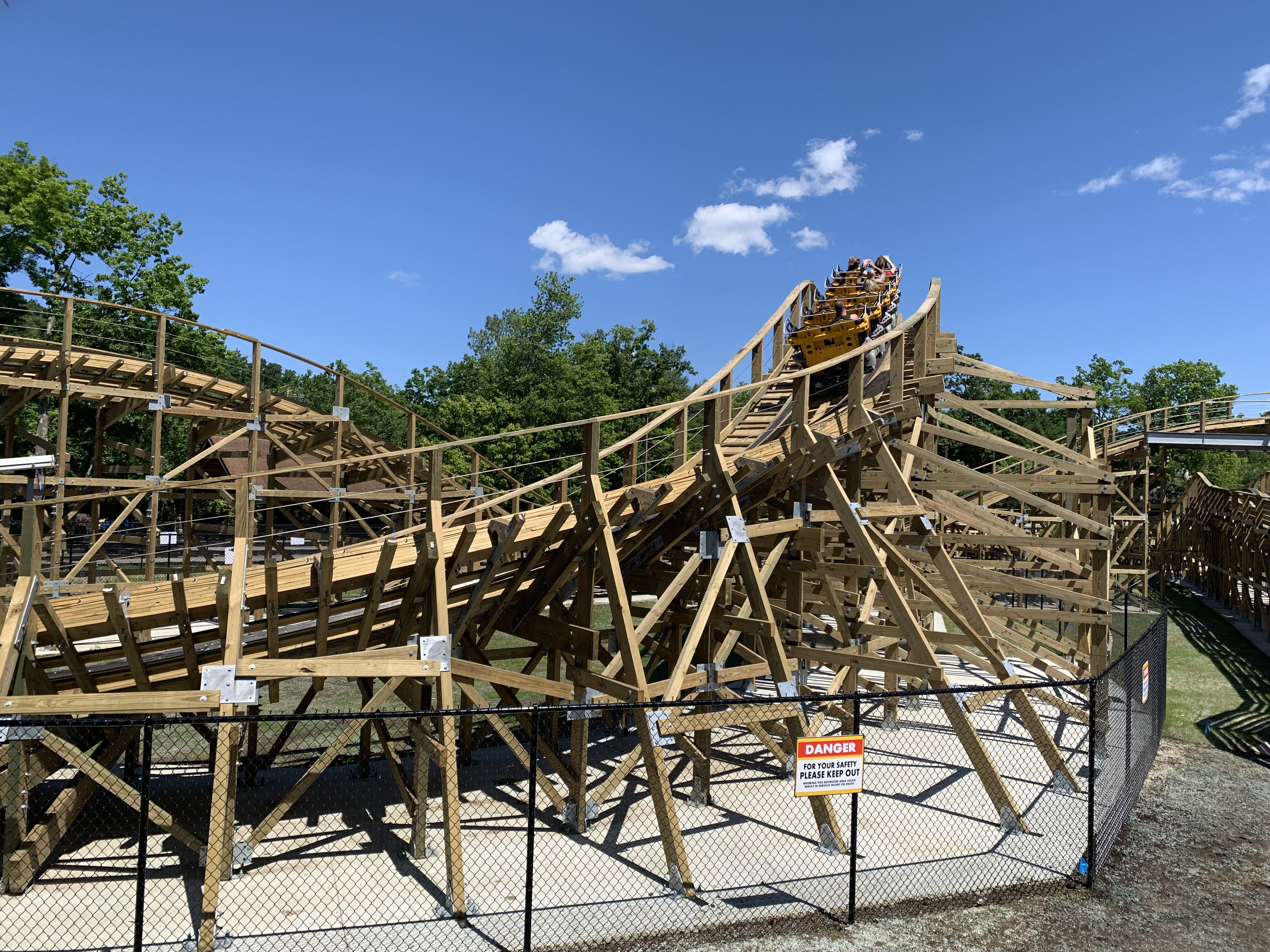
Bobcat
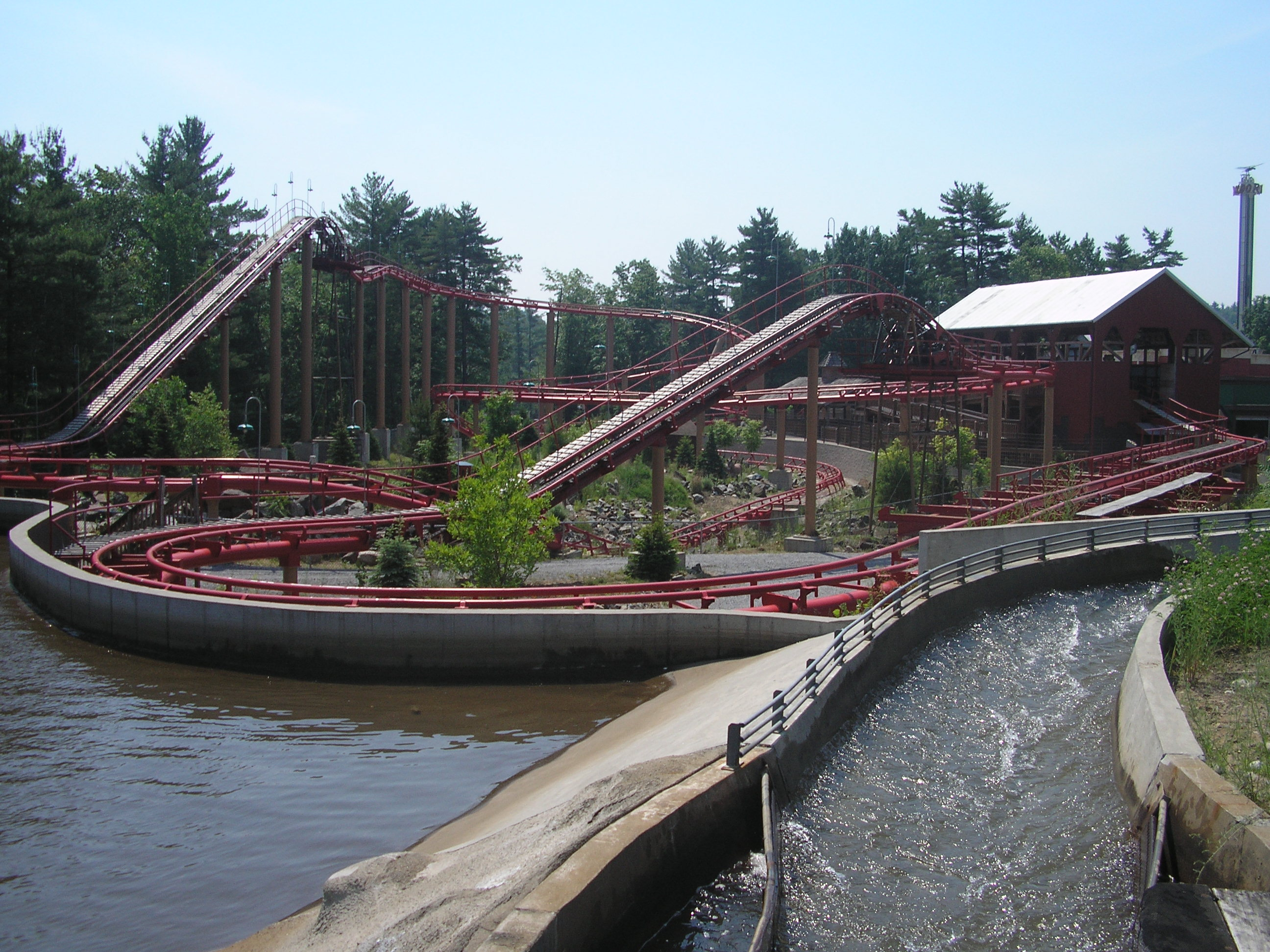
Canyon Blaster
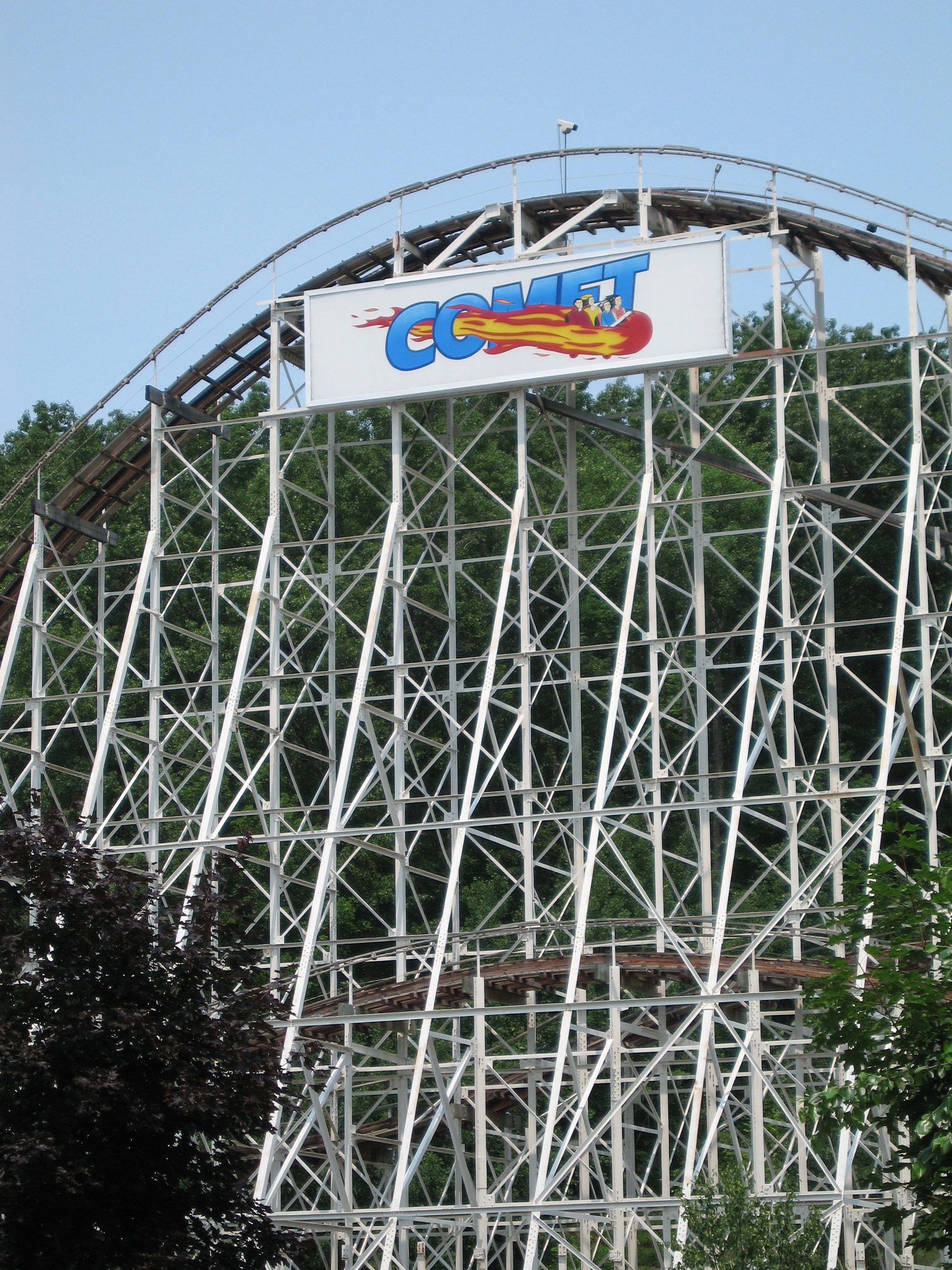
Comet
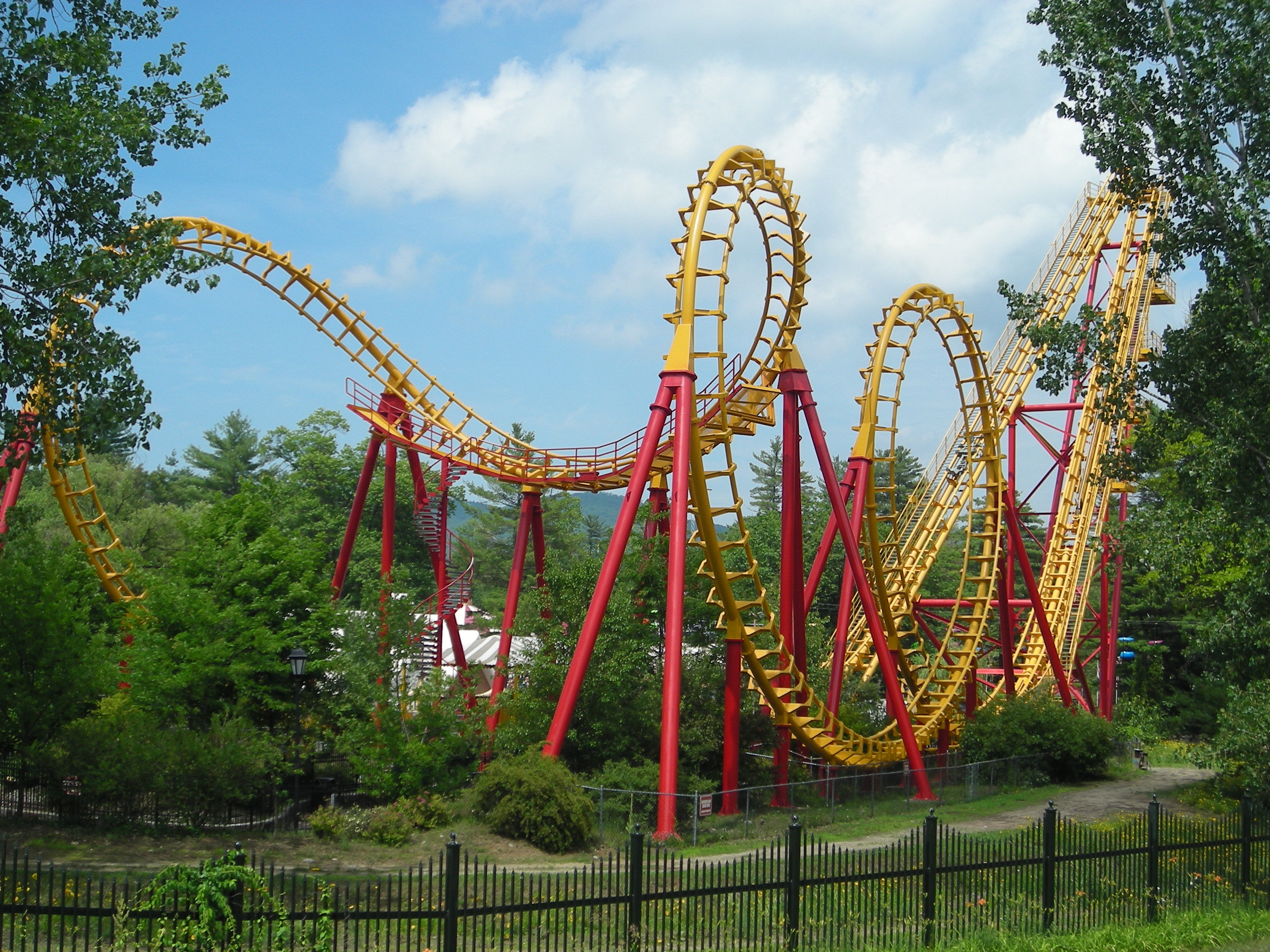
Flashback
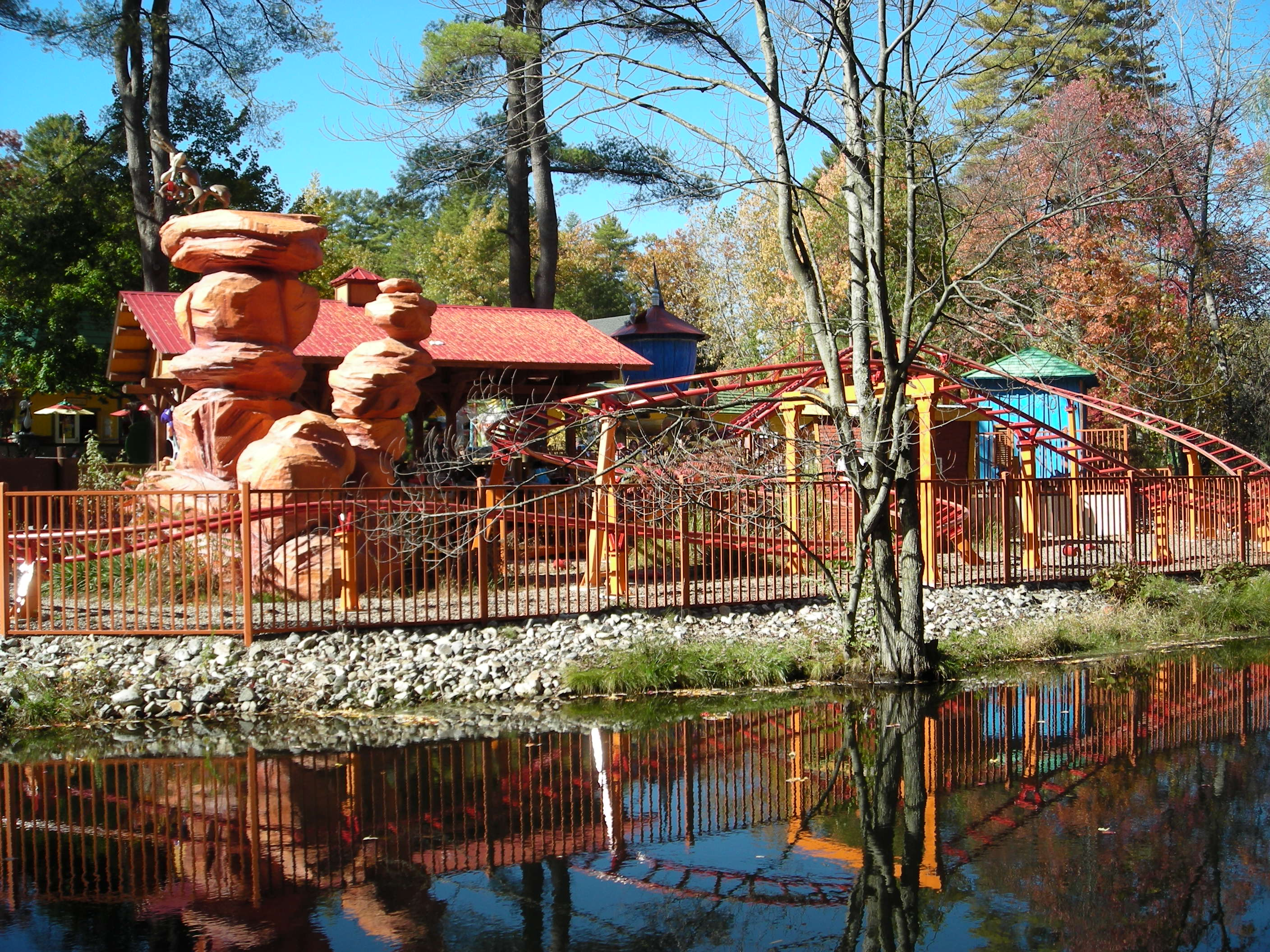
Frankie's Mine Train
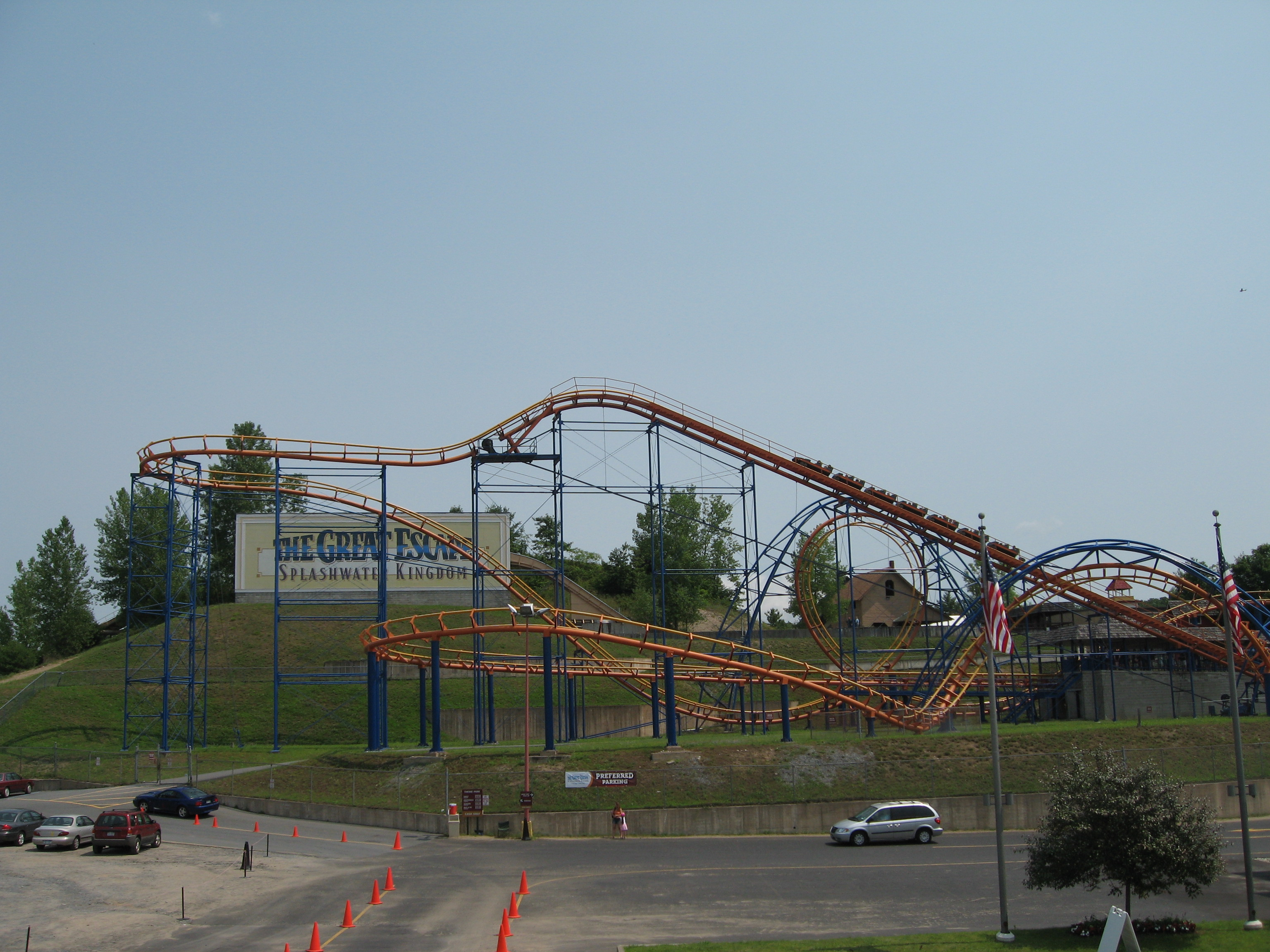
Steamin' Demon

### Attractions à sensations
| Nom                          | Types/Modèles  | Année | Constructeur |
| ---------------------------- | -------------- | ----- | ------------ |
| Condor                       | Condor         | 1989  | Huss Rides   |
| Dare Devil Dive              | Skycoaster     |       | ?            |
| Extreme Supernova            | Midi Discovery | 2014  | Zamperla     |
| Greezed Lightnin             | Giant Loop     | 2016  | Larson Loop  |
| Olympiad Grand Prix Go-Karts | Karting        | ?     | ?            |
| Pandemonium                  | Freestyle      | 2018  | Chance Rides |
| Outlaw                       | ?              | 2020  | ?            |

### Attractions familiales
| Nom                 | Types/Modèle       | Année     | Constructeur          |
| ------------------- | ------------------ | --------- | --------------------- |
| Alice in Wonderland |                    |           |                       |
| Balloon Race        | Balloon Race       | 1989      | Zamperla              |
| Blizzard            | Scrambler          | 1971      | Eli Bridge            |
| Bumper Cars         | Autos tamponneuses | 1985      | Mac Duce              |
| Cannonball Express  | Music Express      | 1985      | Mack Rides            |
| Desperado Plunge    | Bûches             | 1979      |                       |
| Flying Trapeze      | Yo-Yo              | 1993      | Chance Rides          |
| Giant Wheel         | Grande roue        | 1989      | Chances Rides         |
| Grand Carousel      | Carrousel          | 1989      | Chances Rides         |
| Raging Racer        |                    | 1986      | Intamin               |
| Screamin' Eagle     | Flying Scooters    | 2013      | Larson International  |
| Sky Ride            | Chairlift          | 1960      | Universal Design      |
| Storytown Train     | Railroad           | 1956      | Chance C.P Huntington |
| Swan Boat           |                    | 1954-1956 |                       |
| Thunder Alley       | Convoy             | 1970      | Arrow Dynamics        |

### Attractions pour enfants
| Nom             | Types/Modèles | Année | Constructeur |
| --------------- | ------------- | ----- | ------------ |
| Convoy          | Convoy        | 1987  | Zamperla     |
| Treehouse       | Jumpin Star   | 2005  | Zamperla     |
| Krazy Kars      | Convoy        | 2008  | Zamperla     |
| Krazy Kups      | Tasses        | 2008  | Zamperla     |
| Honey Swings    | Swing Ride    | 2005  | Zamperla     |
| Randy's Railway | Kiddie Train  | 2005  | Zamperla     |
| Ranger Plane    | Mini-Jets     | 2005  | Zamperla     |
| Speedway        | Speedway      | 2005  | Zamperla     |
| Bus Tours       | Crazy Bus     | 2005  | Zamperla     |
| Zoom Jets       | Mini-Jets     | 2008  | Zamperla     |

### Disparues
| Nom de l'attraction                | Type                                      | Constructeur      | Ouverture | Fermeture | Photo |
| ---------------------------------- | ----------------------------------------- | ----------------- | --------- | --------- | ----- |
| Alpine Bobsled                     | Montagnes russes bobsleigh                | Intamin           | 1998      | 2023      |       |
| Italian Roller Coaster             | Montagnes russes assises                  | Pinfari           | 1971      | 1988      |       |
| Nightmare at Crack Axle Canyon     | Montagnes russes assises                  | Anton Schwarzkopf | 1999      | 2006      |       |
| Serial Thriller (jamais construit) | Montagnes russes inversées Vekoma SLC 689 | Vekoma            | 2006      | 2009      |       |

## Le parc aquatique
- Black Cobra
- Capt'n Hook's Adventure River
- Paul Bunyan's Bucket Brigade
- Lumberjack Splash Wave Pool - Piscine à vagues
- Noah's Sprayground - Aire de jeux aquatique pour enfants
- Water Slides - 3 toboggans aquatiques portant chacun un nom ; Blue Typhoon, Twister Falls et Bansee Plunge.
- Tornado
- Mega Wedgie
- Alpine Freefalls